# Кристоф Белгикус фон Дона-Лаук
Кристоф Белгикус фон Дона-Лаук (на немски: Christoph Belgicus Burggraf und Graf zu Dohna-Lauck; * 20 юли 1715, Райхертсвалде/Мораг, Варминско-Мазурско войводство; † 11 юли 1773, Шлодиен/Гладише, Източна Прусия/Полша) е граф и бургграф на Дона-Лаук в окръг Пруска Холандия. Лаук е в днешния Мушкино, Калининградска област.

## Биография
Той е най-големият син (от 13 деца) на бургграф и граф Адолф Кристоф фон Дона-Лаук (1683 – 1736) и съпругата му Фреде-Мария фон Дона-Шлодиен (1695 – 1772), дъщеря на граф и бургграф Кристоф I фон Дона-Шлодиен (1665 – 1733) и Фреде-Мария фон Дона (1660 – 1729), дъщеря на граф Кристиан Албрехт фон Дона (1621 – 1677) и София Доротея ван Бредероде (1620 – 1678).
Кристоф Белгикус фон Дона-Лаук умира на 57 години 11 юли 1773 г. в Шлодиен (Гладише в Полша), Източна Прусия. През 1878 г. клонът Райхертсвалде отива към клон Лаук, който е там до 1945 г.

## Фамилия
Първи брак: на 20 юли 1753 г. в Раудниц с графиня Амалия Вилхелмина Финк фон Финкенщайн (* 29 април 1737, Раудниц; † 7 април 1765, Лаук), дъщеря на граф Вилхелм Албрехт Финк фон Финкенщайн (1705 – 1752) и Хедвиг Елизабет фон Рипен (1714 – 1752). Те имат 6 деца:
- Фридерика Мария Амалия (* 20 юни 1754, Лаук; † 11 декември 1822, Лаук)
- Карл Адолф Ернст (* 9 ноември 1756, Остероде в Прусия; † 29 януари 1822, Лаук), женен на 18 юли 1792 г. в Партайнен за София фон Глазов (1766 – 1822)
- София Шарлота Албертина (* 5 април 1760, Корбеке при Липщат; † 9 януари 1831, Фраулен), омъжена на 23 ноември 1784 г. в Лаук за Ханс Якоб фон Ауерсвалд (1757 – 1833)
- Вилхелмина Луиза Ернестина (* 3 октомври 1761, Берлин; † 17 октомври 1827, Шлодиен), омъжена на 9 октомври 1781 г. в Лаук за бургграф и граф Карл Лудвиг Александер фон Дона-Шлодиен (1758 – 1838)
- Албрехт Кристоф Александер (* 30 декември 1763, Лаук; † 21 декември 1818, Шлодиен)
- Фабиан Емил Вилхелм (* 4 април 1765, Лаук; † 19 март 1781, Кьонигсберг)

Втори брак: на 21 юли 1767 г. в Шлодиен с графиня София Луиза фон Шьонайх-Каролат (* 22 август 1728, Каролат; † 16 май 1778, Лаук), дъщеря на 1. княз Ханс Карл фон Каролат-Бойтен (1689 – 1763) и бурграфиня и графиня Амалия фон Дона-Шлодиен (1692 – 1761). Бракът е бездетен.